# Instituto de Tecnología de Chipre
El Instituto de Tecnología de Chipre (en inglés: Cyprus University of Technology, en griego: Τεχνολογικό Πανεπιστήμιο Κύπρου) fundado en 2004. Es un establecimiento público ubicado en Limassol. En los próximos años, supuestamente, se fusionará con el Instituto de Alta Tecnología de Chipre.
Instituto de Tecnología de Chipre (solo en inglés y en griego)
- Datos: Q1518320